# Vidit Gujrathi
Vidit Santosh Gujrathi (Nashik, 24 ottobre 1994) è uno scacchista indiano, grande maestro.
Nella lista FIDE di febbraio 2018 ha ottenuto un punteggio Elo di 2 723 punti, 4º giocatore indiano di sempre a superare la soglia dei 2 700 punti, che informalmente definisce i "SuperGM".
Il suo record personale è, a febbraio 2024, 2747 punti, 3° in India e 14º al mondo .

## Carriera
Ha imparato a giocare a scacchi da bambino, a 9 anni ha iniziato a prendere parte a competizioni ufficiali. Nel corso degli anni è stato seguito e allenato dai Maestri Internazionali indiani Anup Deshmukh e Roktim Bandopadhyay e dai Grandi Maestri Abhijit Kunte e Alon Greenfeld.

### Giovanili
Ha ottenuto il titolo di Maestro FIDE nel 2006, giungendo 2º nel Campionato Asiatico U12.
Nel 2008 a Vũng Tàu vince con 9 su 11 il Campionato del mondo giovanile nella sezione U14, risultato che gli fa ottenere la 3a norma da Maestro Internazionale, titolo che ottiene lo stesso anno superando i 2400 punti Elo grazie ai 7 punti su 13 ottenuti nel Velammal 45th National A Chess Championship a Chennai.
Del 2008 è anche il =4º con 8 su 11 al Campionato del Commonwealth, 1,5 punti di distacco dal vincitore, l'inglese Nigel Short.
Nel 2009 ad Adalia con 9 punti su 11 giunge 2º per spareggio tecnico dietro al connazionale S.P. Sethuraman nel Campionato del mondo U16.

### Juniores
Nel Campionato del mondo juniores del 2011 a Chennai ottiene 8 punti su 13, 2,5 punti di distacco dal vincitore, l'armeno Robert Hovhannisyan, risultato che gli vale la sua prima norma da Grande Maestro. Le altre due norme le ha ottenute nell'Open Internazionale di Nagpur (8 su 11, 1 punto alle spalle di Ziaur Rahman) e nell'Open Rose Valley di Calcutta (=2º con 7,5 su 11), entrambe nel 2012.
È diventato Grande Maestro nel gennaio 2013, all'età di 18 anni e 3 mesi.
Nel 2013 a Kocaeli con 9.5 su 13 ha vinto la Medaglia di bronzo nel Campionato del mondo juniores, alle spalle del cinese Yu Yangyi e dell'ucraino Oleksandr Ipatov e precedendo per spareggio tecnico il peruviano Jorge Cori,evento definito "storico" da una parte della stampa indiana.
Del 2013 è anche il 3º posto nella seconda edizione International Grandmaster Chess Tournament di Hyderabad, ottenuto con 8 punti su 11, dietro a S.P. Sethuraman e al russo Ivan Popov.

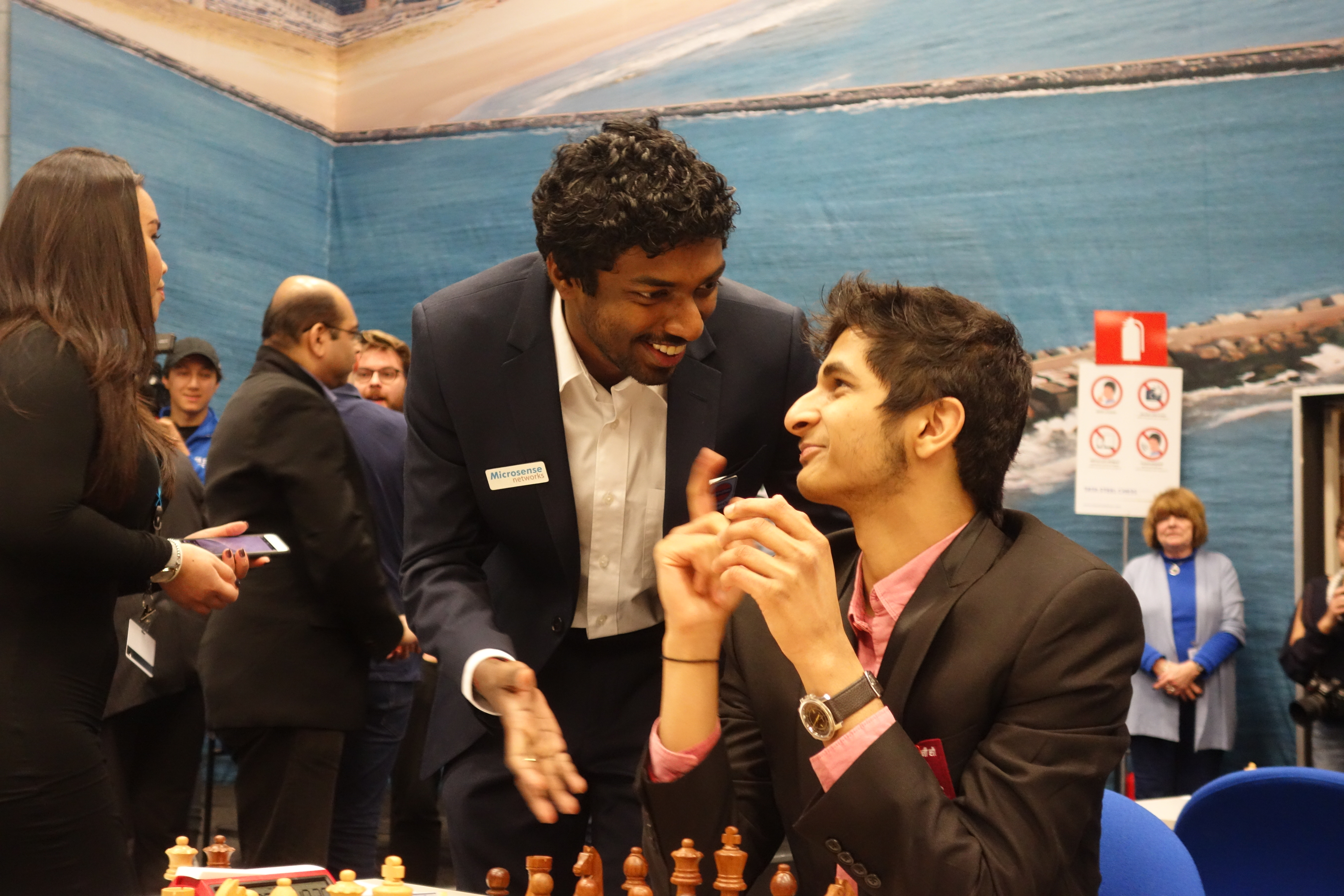
Durante la partecipazione al gruppo Challengers del Torneo di Wijk aan Zee 2018 assieme al connazionale Baskaran Adhiban

### Eventi individuali
Ha vinto due volte (2014e 2016) il torneo internazionale del Lago Sevan, oltre ad esservi giunto 3º nel 2015.
Nel 2017 a Chengdu il Campionato asiatico, evento al quale ha sempre partecipato sin dal 2009 (saltando unicamente l'edizione 2010) lo vede ottenere con 6,5 su 9 la medaglia di bronzo, 1/2 punto alle spalle del vincitore Wang Hao e del secondo classificato per spareggio tecnico Bu Xiangzhi, superando, sempre per spareggio tecnico, il loro connazionale Yu Yangyi.
Nel 2018 ha vinto con 9 su 13 la sezione Challengers del Torneo di Wijk aan Zee con 1 punto di vantaggio sull'ucraino Anton Korobov. Questo risultato gli fa otterene l'invito alla sezione Masters dell'edizione 2019, fatto che ha definito "una pietra miliare nella mia carriera". Nel febbraio dello stesso anno partecipa all'Open Aeroflot, ottenendo 5 punti su 9 (+1 =8) e concludendo a due punti dal vincitore, il bielorusso Vladislav Kovalëv.In maggio ottiene 3 punti e 1/2 su 5 nel il Torneo  TePe Sigeman, chiudendo 1º a pari merito con lo svedese Nils Grandelius.
Nel 2019 gioca a gennaio nella sezione Masters del Torneo di Wijk aan Zee, evento che conclude 6º su 14 partecipanti con 7 punti su 13 (+3 =8 -2).  In marzo con 5 su 9 è giunto 2º alle spalle del russo Nikita Vitjugov nella sezione Masters della prima edizione del Prague Chess Festival. In giugno partecipa come N.1 del tabellone al Campionato asiatico individuale nel quale giunge 8º con 6 punti su 9 (+5 =2 -2). In luglio a Danzhou giunge 4º con 3,5 su 7 nella 10ª edizione dell'omonimo Danzhou Super Chess Grandmaster Tournament. Lo stesso mese vince, davanti allo statunitense Sam Shankland, il Torneo di Biel. I
In dicembre 2019 partecipa a Mosca al  Mondiale rapid e a quello blitz: giunge 60º su 205 nel primo evento (8,5 punti su 15, +4 =9 -2) e 30º su 206 nel secondo (12,5 punti su 21, +9 =7 -5).
In febbraio 2020 partecipa a Praga al "Prague Chess Festival Masters"; è pari primo con Alireza Firouzja, ma perde nel play-off rapid (0–2).

#### Nel Ciclo Mondiale
Presenza fissa della Coppa del mondo raggiunge i quarti nel 2021 e nel 2023. Al FIDE Grand Swiss nel 2019 chiude al 12º posto su 154 partecipanti con 7 punti su 11 (+4 =6 -1), nel 2023, con il punteggio di 8,5 su 11 (+7 =3 -1), si aggiudica la vittoria al FIDE Grand Swiss, qualificandosi per la prima volta al Torneo dei candidati.

### Eventi a squadre

#### Nazionale
Con la nazionale indiana ha preso parte alle Olimpiadi 2016 di Baku giocando 11 partite, ottenendo 6 vittorie 4 patte e 1 sconfitta giungendo così 4º come 3a scacchiera, stesso piazzamento complessivo della squadra, e a quelle 2018 di Batumi. Nella seconda occasione ha totalizzato 5 punti su 7(+2 =6 -1), 12º tra le terze scacchiere.
Come membro della rappresentativa nazionale ha preso anche parte alle edizioni 2015 (4a scacchiera) e 2017 (1a scacchiera) del Campionato del mondo a squadre, ha giocato complessivamente 16 partite (+ 4 =11 -1). I suoi migliori piazzamenti sono stati una Medaglia di bronzo personale e un 4º posto di squadra, entrambi ottenuti nell'edizione di Chanty-Mansijsk 2017.
Nel 2016 ad Abu Dhabi è stato 3a scacchiera della squadra indiana che ha partecipato al Campionato asiatico per Nazioni (9 partite, +5 =4. Oro personale e di squadra).

#### Club
Nel 2017 ha partecipato al Campionato cinese a squadre per club come 5a riserva della Shanghai Mobile China, con la quale ha giocato 3 partite (+2 -1). La squadra ha chiuso il campionato al 1º posto.
Nell'ottobre 2022 e 2024 a Mayrhofen e Vrnjačka Banja vince con la squadra ceca del Nový Bor Chess club, la Coppa europea per club .

## Collaborazioni
È stato uno dei secondi del giocatore olandese Anish Giri.

## Con la AICFB
Nel febbraio 2018 è stato annunciato che sarà testimonial per la AICFB, la Federazione indiana scacchisti non vedenti.

## Vita privata
È figlio di Santosh Gujrathi e Nikita Gujrathi, entrambi dottori in medicina. Ha una sorella, Vedika. Nell'aprile 2025 a Pune si è sposato con la Dottoressa omeopata, Nidhi Kataria .